# Fisura orbitaria superior
La fisura orbitaria superior o hendidura esfenoidal es una hendidura par entre las alas mayores y las alas menores del hueso esfenoides por donde pasan numerosos nervios (N. troclear, N. abducens, N. lagrimal, N. oculomotor, N. nasociliar, N. frontal) y la vena oftálmica superior.

## Nervios
Entre los nervios podemos encontrar cuatro pares craneales y una porción simpática:
- III par craneal o nervio motor ocular común (Oculomotor).[1]
- IV par craneal, nervio troclear o patético.[1]
- V-1 o primera rama del trigémino, llamada nervio oftálmico, y sus ramas (Nasociliar, frontal y lagrimal).[1]
- VI, abducens o motor ocular externo.[1]

## Vasos sanguíneos
El principal vaso que pasa por la fisura orbitaria superior es la vena oftálmica superior.